# 青山镇 (仪征市)
青山镇，是中华人民共和国江苏省扬州市仪征市下辖的一个乡镇级行政单位。

## 行政区划
青山镇下辖以下地区：
龙山社区、中兴社区、河口社区、沿江社区、巴庄社区、甘草社区、中桥社区、团结村、砖井村、官山村、跃进村、肖山村、农歌村、沙洲村、沙窝村和滨江村。

## 交通事故

### 沉船
上海輪失火：指1890年12月26日凌晨，上海輪在江蘇省儀徵縣大河口（今青山鎮）附近火災。最初船上300餘人，在江蘇镇江码头上了100餘人，乘客500餘，連船員600餘人。15分钟的火災，死了超过三百人，死者不是燒死則為溺死。